# Dellys

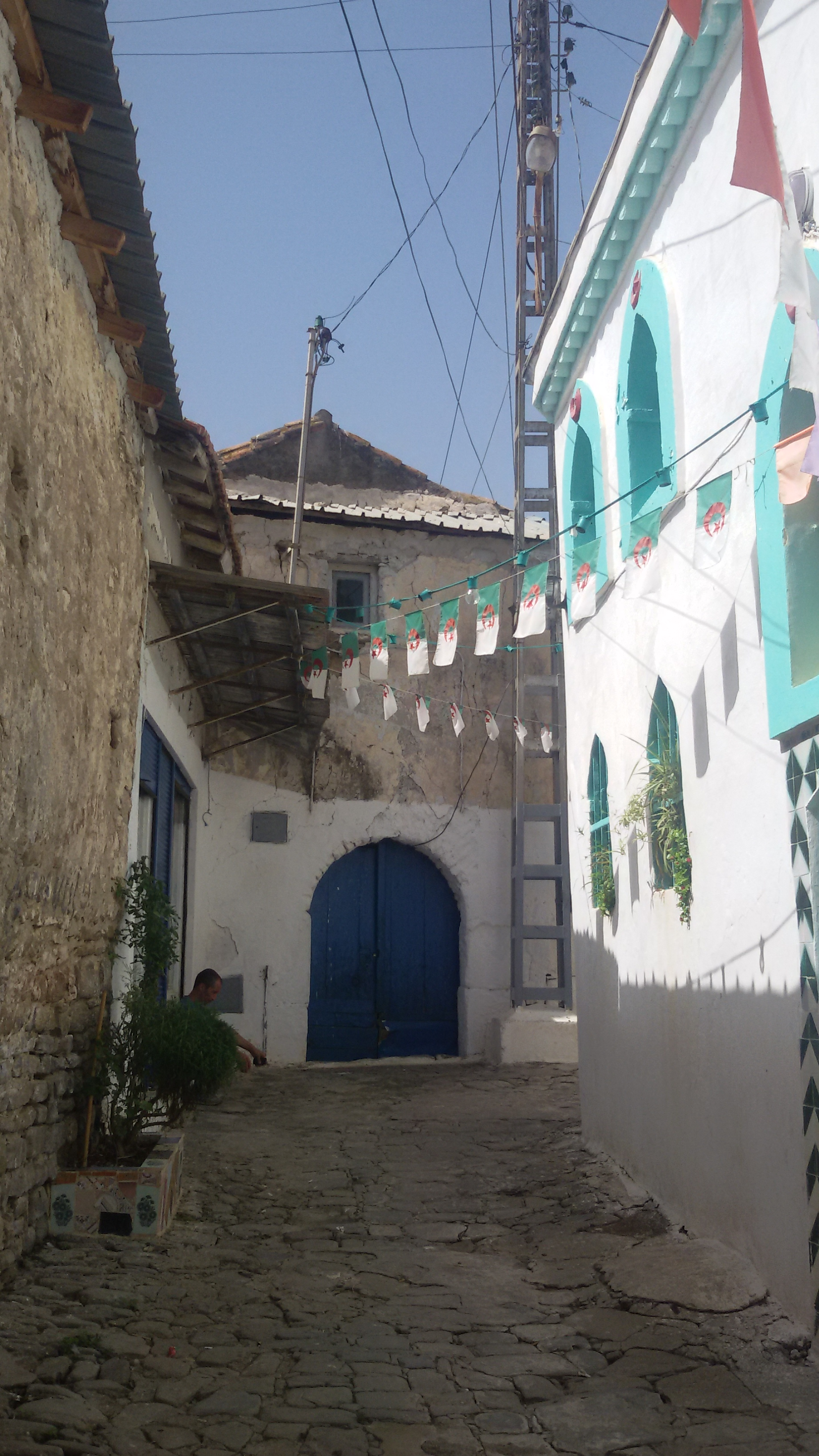
Dellys

Dellys (în arabă دلس) este o comună din provincia Boumerdès, Algeria.
Populația comunei este de 32.954 de locuitori (2008).